# Prêmio Mundial de Alimentação

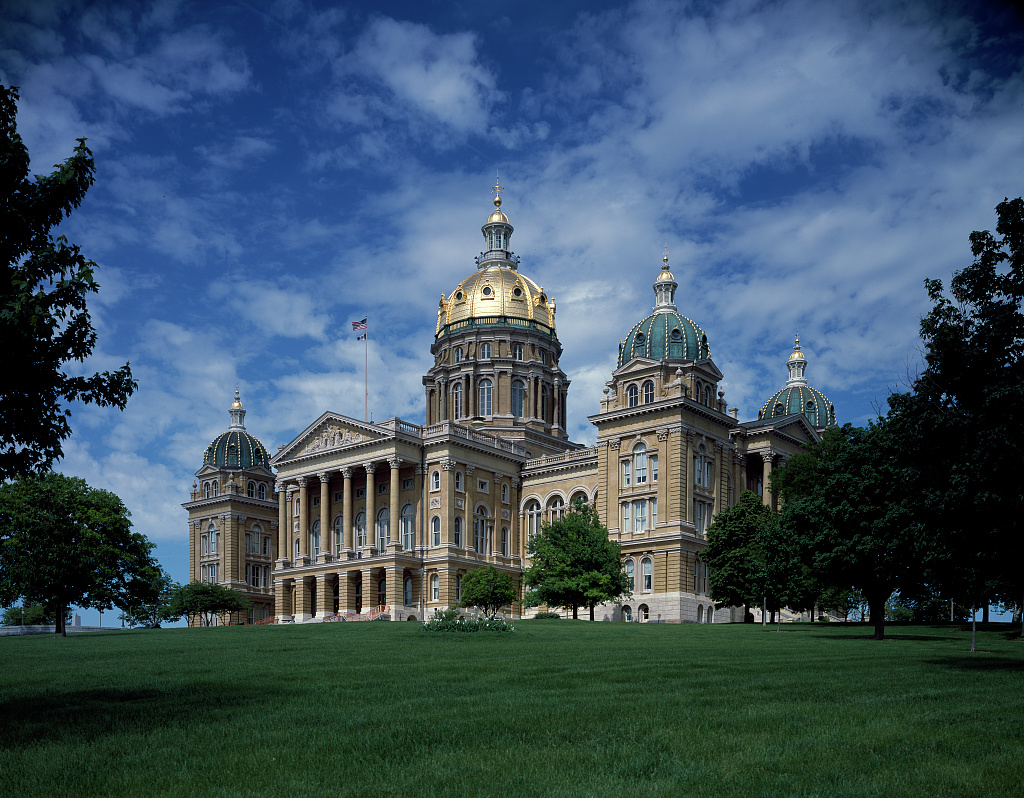
Edifício do Capitólio do Estado de Iowa, em Des Moines, onde é entregue a condecoração do Prêmio Mundial de Alimentação.

O Prêmio Mundial de Alimentação (em inglês:  World Food Prize) é um prêmio internacional reconhecendo as conquistas de indivíduos que contribuiram para o avanço do desenvolvimento humano em aprimorar a qualidade, quantidade e disponibilidade de alimentos no mundo.
Três brasileiros já foram agraciados com o prêmio. Em 2006, os agrônomos Edson Lobato e Alysson Paulinelli dividiram o prêmio com o colega estadunidense A. Colin McClung, pelo seu trabalho no desenvolvimento da agricultura na região do cerrado. Em 2011, dois ex-presidentes, Luiz Inácio Lula da Silva, do Brasil, e John Kufuor, de Gana, foram os escolhidos por sua atuação no combate à fome como chefes de governo.

## O prêmio
O prêmio foi criado em 1986 pelo laureado com o Nobel da Paz Norman Ernest Borlaug, com auxílio da General Foods, e desde 1990 é financiado pelo empresário e filantropo John Ruan. O prêmio reconhece contribuições em todos os campos envolvidos no suprimento de alimentos — ciência da alimentação e agricultura, tecnologia, manufatura, marketing, nutrição, economia, minoração da pobreza, liderança política e ciências sociais.
Os laureados são honorificados e recebem sua condecoração em Des Moines, Iowa, Estados Unidos, em uma cerimônia televisiva na House Chamber do Capitólio do Estado de Iowa. A cerimônia de premiação coincide com o Simpósio Internacional Norman E. Borlaug, conhecido como Borlaug Dialogue, que aborda a cada ano um tema relacionado à fome e segurança alimentar. Simpósios anteriores foram focados nas promessas e desafios apresentados pelos biocombustíveis para o desenvolvimento global, o desafio duplo de desnutrição e obesidade, a insegurança do abastecimento d'água e seu impacto sobre o desenvolvimento e estabilidade do Oriente Médio, e a revolução verde.
Em 2008 a Fundação Prêmio Mundial de Alimentação recebeu uma contribuição de 5 milhões de dólares da Monsanto, a fim de garantir a continuação anual do Simpósio Internacional do Prêmio Mundial de Alimentação. Estes fundos suportarão uma campanha renovada para angariar recursos para transformar o prédio histórico da Biblioteca Pública Des Moines em um museu público dedicado a homenagear Norman Borlaug e as obras dos laureados com o Prêmio Mundial de Alimentação.

## Laureados
Os laureados com o Prêmio Mundial de Alimentação são formalmente honorificados na Cerimônia de Premiação dos Laureados com o Prêmio Mundial de Alimentação anualmente em 16 de outubro ou em dia perto do mesmo, o Dia Mundial da Alimentação das Nações Unidas. Os laureados recebem 250 mil dólares.
| Ano  | País              | Laureado                  |
| ---- | ----------------- | ------------------------- |
| 1987 | Índia             | M. S. Swaminathan         |
| 1988 | Estados Unidos    | Robert F. Chandler        |
| 1989 | Índia             | Verghese Kurien           |
| 1990 | Estados Unidos    | John Niederhauser         |
| 1991 | Estados Unidos    | Nevin S. Scrimshaw        |
| 1992 | Estados Unidos    | Edward Fred Knipling      |
| 1992 | Estados Unidos    | Raymond Bushland          |
| 1993 | China             | He Kang                   |
| 1994 | Bangladesh        | Muhammad Yunus            |
| 1995 | Suíça             | Hans Rudolf Herren        |
| 1996 | Estados Unidos    | Henry Beachell            |
| 1996 | Índia             | Gurdev Khush              |
| 1997 | Estados Unidos    | Ray F. Smith              |
| 1997 | Estados Unidos    | Perry Adkisson            |
| 1998 | Índia             | B. R. Barwale             |
| 1999 | Reino Unido       | Walter Plowright          |
| 2000 | México            | Evangelina Villegas       |
| 2000 | Índia             | Surinder Vasal            |
| 2001 | Dinamarca         | Per Pinstrup-Andersen     |
| 2002 | Estados Unidos    | Pedro A. Sanchez          |
| 2003 | Estados Unidos    | Catherine Bertini         |
| 2004 | China             | Yuan Longping             |
| 2004 | Serra Leoa        | Monty Jones               |
| 2005 | Índia             | Modadugu Vijay Gupta      |
| 2006 | Brasil            | Edson Lobato              |
| 2006 | Brasil            | Alysson Paulinelli        |
| 2006 | Estados Unidos    | Andrew Colin McClung      |
| 2007 | Estados Unidos    | Philip E. Nelson          |
| 2008 | Estados Unidos    | Bob Dole                  |
| 2008 | Estados Unidos    | George McGovern           |
| 2009 | Etiópia           | Gebisa Ejeta              |
| 2010 | Estados Unidos    | David Beckmann            |
| 2010 | Estados Unidos    | Jo Luck                   |
| 2011 | Gana              | John Kufuor               |
| 2011 | Brasil            | Luiz Inácio Lula da Silva |
| 2012 | Israel            | Daniel Hillel             |
| 2013 | Bélgica           | Marc Van Montagu          |
| 2013 | Estados Unidos    | Mary-Dell Chilton         |
| 2013 | Estados Unidos    | Robert Fraley             |
| 2014 | Índia             | Sanjaya Rajaram           |
| 2014 | México            | Sanjaya Rajaram           |
| 2015 | Bangladesh        | Fazle Hasan Abed          |
| 2016 | Cabo Verde        | Maria Andrade             |
| 2016 | Uganda            | Robert Mwanga             |
| 2016 | Estados Unidos    | Jan Low                   |
| 2016 | Estados Unidos    | Howarth Bouis             |
| 2017 | Nigéria           | Akinwumi Adesina          |
| 2018 | África do Sul     | Lawrence Haddad           |
| 2018 | Reino Unido       | Lawrence Haddad           |
| 2018 | Reino Unido       | David Nabarro             |
| 2019 | Países Baixos     | Simon N. Groot            |
| 2020 | Índia             | Rattan Lal                |
| 2020 | Estados Unidos    | Rattan Lal                |
| 2021 | Trinidad e Tobago | Shakuntala H. Thilsted    |
| 2021 | Dinamarca         | Shakuntala H. Thilsted    |
| 2022 | Estados Unidos    | Cynthia Rosenzweig        |